# 메리 앤더스
메리 앤더스(Mary Helen Anderson, 1932년 5월 22일 ~ 2012년 10월 28일)는 미국의 배우, 모델, 연극 배우, 텔레비전 배우, 영화 배우이다.

## 영화
- 사건비화 (1967년)
- 퀵 건 (1964년) - 헬렌 리드 역
- 선셋 77번가 (1958년)
- 페리 메이슨 (1957년)
- 칼립소 히트 웨이브 (1957년)
- 사랑의 전주곡 (1957년)
- 딜론 보안관 (1955년)
- 샤이안 (1955년)
- 순정에 맺은 사랑 (1955년)
- 애천 (1954년)
- 달려라 래시 (1954년)
- 더 파머 테이크 어 와이프 (1953년)
- 타이타닉의 최후 (1953년)
- 레 미제라블 (1952년)
- 넬리 (1952년)